# N'oublions jamais
Pour les articles homonymes, voir Lest We Forget.
Pour plus de détails, voir Fiche technique et Distribution.
N'oublions jamais (titre original : Lest We Forget) est un film américain réalisé par Léonce Perret aux États-Unis, sorti en 1918.
Ce film est une histoire où se mêlent des personnages français et allemands en 1914 alors que la guerre se déclenche.

## Fiche technique
- Titre : N'oublions jamais
- Titre original : Lest we forget
- Titre alternatif en français : La Rescapée du Lusitania
- Réalisation : Léonce Perret
- Scénario : Léonce Perret
- Chef opérateur : Lucien Andriot, assisté de René Guissart
- Décors : Henri Ménessier
- Assistant réalisation : Clifford Saum
- Montage : Charles A. Taylor
- Arrangement musical : Léonce Perret
- Société de production : Rita Jolivet Film Corp.
- Société de distribution : Metro Pictures Corporation
- Format : Noir et blanc — 35 mm — 1,33:1 — Muet
- Longueur : 2 180 m
- Lieu du tournage : comté de Westchester, New York
- Genre : Film dramatique, Film de guerre
- Dates  de sortie 
  -  États-Unis - 26 février 1918
  -  France - 17 janvier 1919

## Distribution
- Rita Jolivet : Rita Heriot
- Rogers Lytton (en) : baron von Bergen
- Hamilton Revelle (en) : Harry Winslow
- Kate Blancke : Mme Heriot
- Clifford Saum : Fritz Muller
- Emil Roe : Major Le Roux
- Henry Smith : Général Joffre
- Gaby Perrier : la jeune mère